# 毛叶盾翅藤
毛叶盾翅藤（学名：Aspidopterys nutans）为金虎尾科盾翅藤属下的一个种。